# Híres sakkozók listája
Ez a szócikk híres sakkjátékosok felsorolását tartalmazza.
Tartalma:
1. Világbajnokok
2. Olimpikonok
3. Magyar bajnokok
4. Híres magyar és külföldi sakkozók

## Olimpikonok
Nemzetiségtől függetlenül az olimpiai bajnokok és a magyar olimpikonok.

## Híres magyar és külföldi sakkozók
A lista az alábbi versenyzők neveit tartalmazza:
- A sakktörténet kiemelkedő egyéniségei a 19. századig
- A World Chess Hall of Fame tagjai
- A női és férfi világbajnokok
- A női és férfi világbajnoki döntősök
- A férfi világbajnokjelöltek versenyének résztvevői[1]
- A női világbajnokságon legalább a zónaközi versenybe bejutott magyar versenyzők
- Az olimpiai bajnokcsapatok tagjai és az egyéni aranyérmesek (csapat és egyéni)
- A világbajnokságot nyert csapatok tagjai és az egyéni aranyérmesek
- A magyar válogatott csapat tagjai olimpián, világbajnokságon, Európa-bajnokságon (női, férfi)
- A magyar bajnokságok érmesei (női, férfi)
- A magyar nagymesterek (női, férfi)

| Ábécé szerinti tartalomjegyzék                                                                           |
| --- |
| A, Á B C Cs D Dz Dzs E, É F G Gy H I, Í J K L Ly M N Ny O, Ó Ö, Ő P Q R S Sz T Ty U, Ú Ü, Ű V W X Y Z Zs |

### A, Á
| Név                                 | Nevezetesség |
| ----------------------------------- | --- |
| Magyarok                            | |
| Aczél Gergely (1991)                | nagymester |
| Ács Péter (1981)                    | nagymester, sakkolimpiai ezüstérmes, U12 Európa-bajnok, U16 világbajnoki bronzérmes, U20 korosztályos világbajnok                                                                                                |
| Adorján András (1950–2023)          | nagymester, olimpiai bajnok, háromszoros magyar bajnok, U20 junior világbajnoki ezüstérmes, U20 junior Európa-bajnoki arany- és ezüstérmes                                                                       |
| Almási Zoltán (1976)                | nagymester, U18 ifjúsági világbajnok, kétszeres olimpiai ezüstérmes, csapatban Európa-bajnoki ezüst- és bronzérmes, kilencszeres magyar bajnok                                                                   |
| Anka Emil (1969)                    | nagymester |
| Antal Gergely (1985)                | nagymester, kétszeres korosztályos magyar bajnok, U18 ifjúsági sakkcsapat-világbajnok |
| Asztalos Lajos (1889–1956)          | nemzetközi mester, sakkolimpikon, magyar bajnok |
| Külföldiek                          | |
| Michael Adams (1971)                | angol nagymester, világbajnoki döntős, többszörös világbajnokjelölt, négyszeres brit bajnok, háromszoros brit rapidsakk bajnok, többszörös sakkolimpikon                                                         |
| Simen Agdestein (1967)              | norvég nagymester, hétszeres sakkolimpikon, egyéni olimpiai aranyérmes, Magnus Carlsen világbajnok edzője |
| Vantika Aharvál (2002)              | indiai nagymester, női sakkolimpiai bajnok, egyéni aranyérmes |
| Jelena Ahmilovszkaja (1957–2012)    | szovjet−amerikai sakkozónő, női nagymester (WGM), világbajnoki döntős, csapatban kétszeres sakkolimpiai bajnok, az Orosz Köztársaság női sakkbajnoka, az Amerikai Egyesült Államok háromszoros női sakkbajnoka   |
| Varuzhan Akobian (1983)             | örmény születésű amerikai nagymester, kétszeres olimpiai bronzérmes, csapatvilágbajnokságon csapatban ezüstérmes, egyéni aranyérmes, az Amerikai Egyesült Államok bajnoka, csapatban pán-amerikai bajnok         |
| Lev Alburt (1945)                   | szovjet-amerikai nagymester, kétszeres olimpiai bronzérmes, háromszoros ukrán és háromszoros amerikai bajnok |
| Nana Alekszandria (1949)            | szovjet-grúz női nagymester, kétszeres világbajnoki döntős, hatszoros sakkolimpia bajnok csapatban, négyszeres egyéni sakkolimpiai aranyérmes, a Szovjetunió háromszoros női bajnoka, Grúzia háromszoros bajnoka |
| Alekszandr Aljechin (1892–1946)     | orosz nagymester, a Szovjetunió első sakkbajnoka, sakkvilágbajnok 1927–1935 és 1937–1946 között, a World Chess Hall of Fame (Sakkhírességek Csarnoka) tagja                                                      |
| Johann Baptist Allgaier (1763–1823) | német-osztrák sakkmester, a 18–19. század egyik legerősebb sakkozója, az első német nyelvű sakk-könyv szerzője                                                                                                   |
| Mohamad Al-Modiahki (1974)          | Katar első nagymestere, kilencszeres olimpikon, egyéni arany- és kétszeres bronzérmes |
| Visuvanádan Ánand (1969)            | indiai nagymester, 2000–2002 és 2007–2013 között a sakkozás világbajnoka |
| Frank Anderson (1928–1980)          | kanadai nagymester, kétszeres egyéni olimpiai aranyérmes, Kanada kétszeres bajnoka |
| Adolf Anderssen (1818–1879)         | német sakkmester, a 19. század egyik legjobbja, a modern sakkozás egyik első nagy alakja |
| Dmitrij Andrejkin (1990)            | orosz nagymester, junior világbajnok, kétszeres orosz bajnok, csapatban világbajnok, egyéni világkupa döntős |
| Ketevan Arakhamia-Grant (1968)      | szovjet-grúz származású skót nagymester, világbajnokjelölt, csapatban kétszeres, egyéniben háromszoros olimpiai aranyérmes, ifjúsági világbajnok, csapatban Európa-bajnok, egyéni Európa-bajnoki bronzérmes      |
| Levon Aronján (1982)                | örmény nagymester, háromszoros olimpiai bajnok, csapatban világbajnok, kétszeres világkupa-győztes, világbajnokjelölt, ifjúsági és junior világbajnok, rapid- és villámsakk világbajnok                          |
| Erigaiszi Arzun (2003)              | indiai nagymester, csapatban olimpiai bajnok, egyéni arany- és ezüstérmes; India bajnoka |
| Karen Aszrjan (1980–2008)           | örmény nagymester, olimpiai bajnok, háromszoros örmény bajnok |
| Jurij Averbah (1922–2022)           | szovjet-orosz nagymester, szovjet bajnok, világbajnokjelölt |
| Borisz Avruh (1978)                 | szovjet születésű izraeli nagymester, ifjúsági világbajnok, hatszoros sakkolimpikon, csapatban ezüstérmes, egyéni arany- és bronzérmes                                                                           |
| Zurab Azmaiparasvili (1960)         | szovjet-grúz nagymester, Európa-bajnok, hétszeres sakkolimpikon, egyéni aranyérmes, csapatban világbajnok és háromszoros Európa-bajnok                                                                           |

### B
| Név                               | Nevezetesség |
| --------------------------------- | --- |
| Magyarok                          | |
| Bakcsi György (1933–2019)         | nemzetközi sakkfeladványszerző nagymester, 30-szoros magyar bajnok és örökös bajnok |
| Bakonyi Elek (1904–1982)          | sakkmester, nemhivatalos sakkolimpián aranyérmes, magyar bajnoki ezüst és bronzérmes |
| Balla Zoltán (1883–1945)          | sakkmester, az első magyar sakkbajnok |
| Balogh Csaba (1987)               | nagymester, többszörös sakkolimpikon, sakkolimpiai ezüstérmes, csapatban Európa-bajnoki ezüst- és bronzérmes, U16 korosztályos Európa-bajnok, csapatban U16 világbajnok, U18 Európa-bajnok                                                             |
| Balog Imre (1991)                 | nagymester, csapatban U18 Európa-bajnok, kétszeres egyetemi-főiskolai magyar bajnok |
| Balogh János (1892–1980)          | magyar sakkmester, román és magyar sakkolimpikon, Magyarország színeiben nem hivatalos sakkolimpiai bajnok |
| Bán Jenő (1919–1979)              | sakkmester, sakkfeladványszerző mester, mesteredző, a 20. század egyik legjelentősebb sakkpedagógusa |
| Bánusz Tamás (1989)               | nagymester, U18 és U20 korosztályos magyar bajnok, csapatban U18 Európa-bajnok |
| Barász Zsigmond (1878–1935)       | sakkmester, magyar bajnok |
| Barcza Gedeon (1911–1986)         | egyéni olimpiai bajnok, csapatban nemhivatalos sakkolimpián aranyérmes, nyolcszoros magyar bajnok, mesteredző |
| Bárczay László (1936–2016)        | nagymester, levelezési nemzetközi nagymester, sakkolimpián csapatban bronzérmes, egyéniben aranyérmes, kétszeres Európa-bajnoki ezüstérmes |
| Bély Miklós (1913–1970)           | nemzetközi mester, sakkolimpiai bronzérmes |
| Benkő Pál (1928–2019)             | magyar-amerikai sakkozó, nagymester, feladványszerző nemzetközi mester, többszörös világbajnokjelölt, Magyarország, az Amerikai Egyesült Államok és Kanada sakkbajnoka, sakkolimpiai ezüstérmes, BEK-kupa-győztes                                      |
| Bérczes Dávid (1990)              | nagymester, csapatban U16 sakkolimpiai ezüstérmes, U18 Európa-bajnoki arany- és ezüstérmes |
| Berkes Ferenc (1985)              | nagymester, nyolcszoros magyar bajnok, U18 ifjúsági világbajnok, U20 junior világbajnoki ezüstérmes, csapatban kétszeres Európa-bajnoki bronzérmes, sakkolimpikon, U12, U14, U16 és U20 ifjúsági magyar bajnok, U14 ifjúsági Európa-bajnoki bronzérmes |
| Bilek István (1932–2010)          | nagymester, kétszeres ezüst- és bronzérmes sakkolimpikon, háromszoros magyar bajnok, mesteredző |
| Boros Dénes (1988)                | nagymester, U16 sakkolimpiai arany- és ezüstérmes, egyéniben kétszeres ezüstérmes, U18 Európa-bajnoki ezüstérmes, egyéniben aranyérmes, |
| Brádt Borbála (1929–1981)         | sakkmester, holtversenyes magyar bajnok, magyar bajnoki ezüst- és bronzérmes |
| Breyer Gyula (1893–1921)          | magyar bajnok, sakkfeladványszerző, sakkíró, a vakjáték világhírű játékosa, a sakkelmélet modern iskolájának vezető tagja, központi alakja |
| Bródy Miklós (1877–1949)          | sakkmester, sakkfeladványszerző, levelezési sakkjátékos, magyar és román színekben világhírű sakkozó, karmester, zeneszerző |
| Külföldiek                        | |
| Étienne Bacrot (1983)             | francia nagymester, hatszoros sakkolimpikon, egyéni olimpiai bronzérmes, nyolcszoros francia bajnok |
| Volodimir Baklan (1978)           | szovjet-ukrán nagymester, csapatban olimpiai bronzérmes, világbajnoki aranyérmes, kétszeres ukrán bajnok |
| Jurij Balasov (1949)              | szovjet-orosz nagymester, olimpiai bajnok, Litvánia bajnoka, szenior (65+) világ- és Európa-bajnok |
| Jevgenyij Barejev (1966)          | szovjet-orosz-kanadai nagymester, kétszeres olimpiai bajnok, ifjúsági sakkvilágbajnok |
| Mateusz Bartel (1985)             | lengyel nagymester, kétszeres egyéni aranyérmes hatszoros sakkolimpikon, négyszeres lengyel bajnok, U18 Európa-bajnok |
| Albert Becker (1896–1984)         | osztrák-argentin sakkmester, olimpiai aranyérmes, egyéni olimpiai arany- és bronzérmes |
| Alekszandr Beljavszkij (1953)     | ukrán-szlovén nagymester, olimpiai bajnok, világbajnokjelölt, négyszeres szovjet bajnok, junior világbajnok |
| Joel Benjamin (1964)              | amerikai nagymester, az Amerikai Egyesült Államok háromszoros bajnoka, Kanada bajnoka, hatszoros sakkolimpikon, a World Chess Hall of Fame tagja |
| Hans Berliner (1929–2017)         | levelezési sakknagymester, levelezési sakkvilágbajnok |
| Jelizaveta Bikova (1913–1989)     | szovjet női nemzetközi nagymester, 1953–1956 és 1958–1962 között női sakkvilágbajnok, a Szovjetunió háromszoros bajnoka, a World Chess Hall of Fame tagja                                                                                              |
| Arthur Bisguier (1929–2017)       | amerikai nagymester, az Amerikai Egyesült Államok négyszeres bajnoka, pán-amerikai bajnok, ötszörös sakkolimpikon, csapatban olimpiai ezüstérmes |
| Jefim Bogoljubov (1889–1952)      | orosz-német-szovjet nagymester, kétszeres világbajnokjelölt, kétszeres szovjet, nyolcszoros német bajnok |
| Julio Bolbochán (1920–1996)       | argentin nagymester, egyéniben aranyérmes hétszeres sakkolimpikon, kétszeres argentin bajnok |
| Iszaak Boleszlavszkij (1919–1977) | szovjet-ukrán nagymester, olimpiai bajnok, világbajnokjelölt, csapatban kétszeres Európa-bajnok, háromszoros ukrán és kétszeres belorusz bajnok |
| Mihail Botvinnik (1911–1995)      | szovjet nagymester, 1948–1957, 1958–1960, 1961–1963 között világbajnok, hatszoros sakkolimpiai bajnok, hatszoros szovjet bajnok |
| David Bronstejn (1924–2006)       | szovjet-orosz-ukrán nagymester, világbajnoki döntős, négyszeres olimpiai bajnok, kétszeres szovjet bajnok |
| Walter Browne (1949–2015)         | ausztrál születésű amerikai nagymester, Ausztrália bajnoka, az Amerikai Egyesült Államok hatszoros bajnoka, csapatban négyszeres olimpiai bronzérmes, egyéni olimpiai bronzérmes                                                                       |
| Donald Byrne (1930–1976)          | amerikai nemzetközi mester, egyéni olimpiai ezüstérmes, az Amerikai Egyesült Államok kétszeres bajnoka |
| Robert Byrne (1928–2013)          | amerikai nagymester, világbajnokjelölt, az Amerikai Egyesült Államok bajnoka, egyéni ezüstérmes kilencszeres sakkolimpikon |

### C
| Név                              | Nevezetesség |
| -------------------------------- | --- |
| Magyarok                         | |
| Charousek Rezső (1873–1900)      | magyar sakkmester, az első magyar levelezési verseny győztese, a 19. század végének egyik legerősebb sakkozója                                                                                                   |
| Czebe Attila (1975)              | nagymester |
| Külföldiek                       | |
| Cao Sang (1973)                  | magyar színekben nagymesteri címet szerző vietnami sakkozó, négyszeres vietnami olimpikon |
| Daniel Cámpora (1957)            | argentin nagymester, egyéniben arany- és ezüstérmes kilencszeres sakkolimpikon, kétszeres argentin bajnok |
| Esteban Canal (1896–1981)        | olasz-perui nemzetközi mester, tiszteletbeli nagymester, magyar bajnok, perui sakkolimpikon |
| José Raúl Capablanca (1888–1942) | 1921-1927 között sakkvilágbajnok, Kuba és az Amerikai Egyesült Államok sakkbajnoka, a World Chess Hall of Fame (Sakkhírességek Csarnoka) tagja                                                                   |
| Magnus Carlsen (1990)            | négyszeres sakkvilágbajnok (2013 novembere óta), négyszeres rapidsakk világbajnok, hatszoros villámsakk világbajnok, norvég bajnok, ötszörös Sakk-Oscar-díjas                                                    |
| Fabiano Caruana (1992)           | olasz-amerikai nagymester, olimpiai bajnok, világbajnokjelölt, Olaszország négyszeres bajnoka, az Amerikai Egyesült Államok bajnoka                                                                              |
| Vitalij Ceskovszkij (1944–2011)  | szovjet-orosz nagymester, olimpiai bajnok, kétszeres szovjet bajnok |
| Jussara Chaves (1959)            | brazil női nemzetközi mester, négyszeres brazil női bajnok, egyéni aranyérmes nyolcszoros sakkolimpikon |
| Larry Christiansen (1956)        | dán származású amerikai nagymester, egy ezüst- és négyszeres bronzérmes kilencszeres sakkolimpikon, az Amerikai Egyesült Államok háromszoros bajnoka, Kanada bajnoka                                             |
| Viktorija Čmilytė (1983)         | litván nagymester (GM), női nagymester (WGM), női Európa-bajnok, kétszeres egyéni aranyérmes nyolcszoros sakkolimpikon, kétszeres litván abszolút bajnok, U10 ifjúsági Európa-bajnok és U12 ifjúsági világbajnok |
| Kim Commons (1951–2015)          | amerikai nemzetközi mester, egyéni eredményével és csapatban olimpiai bajnok |
| Pia Cramling (1963)              | svéd nagymester (GM), kétszeres női Európa-bajnok (2003, 2010), sakk-Oscar-díjas (1983), korábbi világranglista vezető, háromszoros világbajnokjelölt                                                            |

### Cs
| Név                                               | Nevezetesség |
| ------------------------------------------------- | --- |
| Magyarok                                          | |
| Csák János (1949)                                 | sakkfeladványszerző nagymester, nemzetközi sakkszerző mester, 14-szeres magyar bajnok |
| Csáktornyai Lajosné (Szedenik Margit) (1903–1980) | kétszeres magyar bajnoki ezüstérmes |
| Csernyin Alexander (1960)                         | a Szovjetunióban született, 1992 óta magyar állampolgár sakkozó, nagymester, világbajnokjelölt, csapatban és egyéniben világbajnoki aranyérmes, csapatban Európa-bajnoki ezüstérmes, U20 junior világbajnoki ezüstérmes és U20 Európa-bajnoki aranyérmes, a Szovjetunió sakkbajnokságának holtversenyes 1. helyezettje, csapatban és egyéniben főiskolai (U26) világbajnok, kétszeres magyar sakkolimpikon |
| Csikós Istvánné (Madaras Teréz) (1898–1969)       | magyar bajnoki bronzérmes |
| Csom István (1940)                                | nagymester, csapatban olimpiai bajnok, világ- és Európa-bajnoki ezüstérmes, kétszeres magyar bajnok |
| Csonkics Tünde (1958)                             | női nemzetközi nagymester, kétszeres ezüst- és egyszeres bronzérmes sakkolimpikon, magyar bajnok |
| Csuti Antal (1909–1972)                           | edző, Portisch Lajos nagymester felfedezője |
| Külföldiek                                        | |
| Csai Mo (1996)                                    | kínai női nemzetközi nagymester, olimpiai bajnok, Kína női bajnoka, U12 ifjúsági világbajnok |
| Csao Hszüe (1985)                                 | nagymester, női csapatban háromszoros olimpiai bajnok, csapatban Ázsia bajnoka, U20 korosztályos junior világbajnok, U12 és U14 korosztályos ifjúsági világbajnok |
| Maia Csiburdanidze (1961)                         | szovjet-grúz nagymester, 1978–1991 között női sakkvilágbajnok, csapatban kilencszeres sakkolimpia bajnok, ötszörös egyéni sakkolimpiai aranyérmes, a Szovjetunió női sakkbajnoka, a női Sakk-Oscar-díj négyszeres kitüntetettje |
| Mihail Csigorin (1850–1908)                       | orosz sakkmester, a World Chess Hall of Fame (Sakkhírességek Csarnoka) tagja |
| Csin Kan-jing (1974)                              | kínai női nagymester (WGM), világbajnoki döntős, csapatban háromszoros sakkolimpiai bronzérmes és kétszeres Ázsia-bajnok, Kína ötszörös női sakkbajnoka |
| Csu Csen (1976)                                   | kínai-katari nagymester, 2001–2004 között női sakkvilágbajnok, rapidsakk világbajnok, U12 ifjúsági sakkvilágbajnok, kétszeres U20 junior sakkvilágbajnok, háromszoros olimpiai bajnok, Kína háromszoros női sakkbajnoka |
| Csü Ven-csün (1991)                               | kínai nagymester, 2018-tól női világbajnok, Kína kétszeres sakkbajnoka, csapatban kétszeres olimpiai bajnok és kétszeres világbajnok, rapidsakkban világbajnok |

### D
| Név                                            | Nevezetesség |
| ---------------------------------------------- | --- |
| Magyarok                                       | |
| Dancs Klára (Kiss Jánosné) (1919–2008)         | magyar bajnoki bronzérmes |
| Dely Péter (1938–2012)                         | nagymester, magyar bajnok |
| Dembo Jelena (1983)                            | orosz–izraeli–magyar–görög női nemzetközi nagymester, nemzetközi mester, U20 rapidsakk Európa-bajnok, női egyéni Európa-bajnoki bronzérmes, csapatban Európa-bajnoki ezüstérmes, magyar és görög sakkolimpikon, magyar bajnok, Izrael U20 lány bajnoka |
| Dudás Eszter (1991)                            | magyar bajnoki bronzérmes |
| Külföldiek                                     | |
| Arthur Dake (1910–2000)                        | amerikai tiszteletbeli nagymester, csapatban háromszoros olimpiai bajnok, egyéniben egyszeres aranyérmes |
| Branko Damljanović (1961)                      | szerb nagymester, jugoszláv bajnok, csapatban sakkolimpiai ezüstérmes, egyéniben aranyérmes |
| Gösta Danielsson (1912–1978)                   | svéd sakkmester, sakkolimpián csapatban ezüstérmes, egyéniben arany- és ezüstérmes, kétszeres svéd bajnok |
| Neuris Delgado (Neuris Delgado Ramírez) (1981) | kubai-paraguayi nagymester, háromszoros sakkolimpikon, csapatvilágbajnokságon egyéni aranyérmes, pán-amerikai bajnokságon csapatban egyszeres, egyéniben kétszeres aranyérmes                                                                          |
| Alexandre Deschapelles (1780–1847)             | francia sakkozó, 1800–1820 között nemhivatalos világbajnok |
| Divja Desmukh (2005)                           | indiai nagymester, csapatban női olimpiai bajnok, egyéni arany- és bronzérmes, Ázsia bajnoka, India női bajnoka, kétszeres korosztályos ifjúsági világbajnok, junior világbajnok                                                                       |
| Nick De Firmian (1957)                         | amerikai nagymester, csapatban kétszeres olimpiai ezüstérmes, egyéniben kétszeres bronzérmes, csapatvilágbajnokságon csapatban ezüstérmes, egyéniben aranyérmes, az Amerikai Egyesült Államok háromszoros bajnoka                                      |
| Szergej Dolmatov (1959)                        | szovjet-orosz nagymester, olimpiai bajnok |
| Leinier Domínguez (1983)                       | kubai-amerikai nagymester, kétszeres kubai bajnok, villámsakk világbajnok, nyolcszoros sakkolimpikon, csapatvilágbajnokságon egyéni bronzérmes, csapatban kétszeres pán-amerikai bajnok, egyéniben kétszeres aranyérmes                                |
| Alekszej Drejev (1969)                         | szovjet-orosz nagymester, háromszoros olimpiai bajnok, kétszeres csapatvilágbajnok, villámsakk Európa-bajnok |
| Andreas Dückstein (1927–2024)                  | Budapesten született osztrák nemzetközi mester, sakkolimpián egyéniben kétszeres aranyérmes |
| Nana Dzagnidze (1987)                          | grúz női sakkozó, nagymester, sakkolimpiai bajnok, Európa-bajnok, villámsakk világbajnok, U20 korosztályos junior világbajnok, U12, U16 és U18 ifjúsági világbajnok, U10 és U12 Európa-bajnok, háromszoros grúz bajnok                                 |

### E, É
| Név                         | Nevezetesség |
| --------------------------- | --- |
| Magyarok                    | |
| Élő Árpád (1903–1992)       | magyar származású amerikai sakkozó, a sakkozói játékerő értékelését lehetővé tevő, róla elnevezett pontrendszer kidolgozója, a World Chess Hall of Fame (Sakkhírességek Csarnoka) tagja                     |
| Erdős Viktor (1987)         | nagymester, U14 világbajnok, U16 csapatvilágbajnok, U18 magyar bajnok, felnőtt magyar bajnok |
| Erkel Ferenc (1810–1893)    | sakkmester, a Pesti Sakk-kör első elnöke |
| Külföldiek                  | |
| Zahar Efimenko (1985)       | ukrán nagymester, olimpiai bajnok, Ukrajna bajnoka, U14 ifjúsági világbajnok |
| Jaan Ehlvest (1962)         | szovjet-észt-amerikai nagymester, világbajnokjelölt, a Szovjetunió csapatában olimpiai és világbajnok, pán-amerikai kontinensbajnok, Észtország bajnoka, a Szovjetunió junior bajnoka, junior Európa-bajnok |
| Vjacseszlav Eingorn (1956)  | szovjet-ukrán nagymester, Ukrajna csapatával világbajnok és egyéni ezüstérmes, olimpiai bronzérmes, a Szovjetunió csapatával Európa-bajnok                                                                  |
| Erich Eliskases (1913–1997) | osztrák-német-argentin nagymester, a magyar, az osztrák és a német sakkbajnokság győztese, osztrák, német és argentin színekben sakkolimpikon, sakkolimpiai bajnok                                          |
| Pavlo Eljanov (1983)        | ukrán nagymester, kétszeres olimpiai bajnok |
| Ludwig Engels (1905–1967)   | német-argentin nagymester, csapatban és egyéniben olimpiai aranyérmes |
| Max Euwe (1901–1981)        | holland nagymester, 1935–1937 között világbajnok, 12-szeres holland bajnok, hétszeres sakkolimpikon, 1970–1978 között a Nemzetközi Sakkszövetség (FIDE) elnöke                                              |
| Larry Evans (1932–2010)     | amerikai nagymester, egyéni eredményével olimpiai aranyérmes, az Amerikai Egyesült Államok kilencszeres bajnoka                                                                                             |

### F
| Név                           | Nevezetesség |
| ----------------------------- | --- |
| Magyarok                      | |
| Faragó Iván (1946–2022)       | nagymester, csapatban olimpiai és világbajnoksági ezüstérmes, valamint kétszeres Európa-bajnoki ezüst és egyszeres bronzérmes, magyar bajnok                                                            |
| Faragó Klára (1905–1944)      | az első magyar női világbajnokjelölt |
| Faragó Pál (1886–1969)        | sakkfeladványszerző nemzetközi mester, sakkvégjáték olimpiai bajnok |
| Finta Erzsébet (1936)         | női mester, kétszeres magyar bajnok |
| Flesch János (1933–1983)      | nagymester, vakszimultán világrekorder |
| Flórián Tibor (1919–1990)     | nemzetközi mester, magyar bajnok, csapatban Európa-bajnoki bronzérmes |
| Flumbort András (1984)        | nagymester, U18 és U20 magyar bajnok |
| Fodor Tamás (1991)            | nagymester, U10 világbajnok, kétszeres junior magyar bajnok, felnőtt magyar bajnok |
| Fogarasi Tibor (1969)         | nagymester |
| Forgács Leó (1881–1930)       | sakkmester, magyar bajnok |
| Forgó Éva (1966)              | női nemzetközi mester, magyar bajnok |
| Forintos Győző (1935–2018)    | nagymester, sakkolimpián csapatban kétszeres ezüst- és bronz-, egyéniben aranyérmes; magyar bajnok |
| Füstér Géza (1910–1990)       | magyar-kanadai nemzetközi mester, világbajnokjelölt, magyar bajnok, sakkolimpikon, Kanada és az Amerikai Egyesült Államok villámsakk bajnoka                                                            |
| Külföldiek                    | |
| Miroslav Filip (1928–2009)    | cseh nagymester, kétszeres világbajnokjelölt, háromszoros csehszlovák bajnok |
| Reuben Fine (1914–1993)       | amerikai nagymester, világbajnokjelölt, csapatban háromszoros olimpiai bajnok, egyéniben arany- és ezüstérmes, az Amerikai Egyesült Államok hétszeres bajnoka                                           |
| Bobby Fischer (1943–2008)     | amerikai nagymester, 1972–1975 közötti világbajnok, az Amerikai Egyesült Államok nyolcszoros bajnoka, a ma használatos időadásos sakkóra szabadalmaztatója, a Fischer random sakk (Chess960) kitalálója |
| Salo Flohr (1908–1983)        | csehszlovák-szovjet nagymester, világbajnokjelölt, egyéniben kétszeres sakkolimpiai aranyérmes, Csehszlovákia kétszeres sakkbajnoka                                                                     |
| Benjamin Franklin (1706–1790) | az első név szerint ismert amerikai sakkozó |
| Daniel Fridman (1976)         | lett–német nagymester, egyéni olimpiai aranyérmes, csapatban Európa-bajnok, Litvánia bajnoka, Németország háromszoros bajnoka                                                                           |
| Gunnar Friedemann (1909–1944) | észt sakkmester, csapatban olimpiai bronzérmes, egyéni aranyérmes |
| David Friedgood (1946)        | dél-afrikai–brit sakkmester, egyéni olimpiai aranyérmes |
| Paulin Frydman (1905–1982)    | lengyel mester, olimpiai bajnok |

### G
| Név                                        | Nevezetesség |
| ------------------------------------------ | --- |
| Magyarok                                   | |
| Gara Anita (1983)                          | nemzetközi mester (IM), női nemzetközi nagymester (WGM), ifjúsági világbajnoki ezüstérmes, hatszoros ifjúsági magyar bajnok, hatszoros felnőtt női magyar bajnok, hétszeres sakkolimpikon, egyéni eredményével olimpiai bronzérmes                                                                               |
| Gara Tícia (1984)                          | női nemzetközi nagymester (WGM), ifjúsági világbajnoki bronzérmes, ifjúsági Európa-bajnoki ezüst és bronzérmes, háromszoros ifjúsági magyar bajnok, háromszoros felnőtt női magyar bajnok, négyszeres sakkolimpikon                                                                                              |
| Gereben Ernő (1907–1988)                   | magyar–svájci sakkozó, magyar és svájci sakkolimpikon, nemhivatalos sakkolimpián aranyérmes |
| Gledura Benjámin (1999)                    | nagymester, U10 ifjúsági Európa-bajnok, U12 ifjúsági világbajnoki ezüstérmes, rapidsakk országos felnőtt bajnok, sakkolimpikon |
| Gombás Judit (Száday Lászlóné) (1943)      | holtversenyes magyar bajnok (ezüstérmes), olimpikon |
| Gonda László (1988)                        | nagymester, U12 világbajnoki ezüstérmes, U14 világbajnoki bronzérmes, U12 és U14 magyar bajnok, kétszeres felnőtt nyílt magyar bajnok |
| Göcző Melinda (1983)                       | magyar bajnoki ezüst- és bronzérmes |
| Grábics Mónika (1976)                      | női nemzetközi nagymester (WGM), U18 Európa-bajnok, ifjúsági világbajnoki ezüstérmes, felnőtt női magyar bajnok, kétszeres sakkolimpikon |
| Grosch Mária (1954)                        | női nemzetközi mester, sakkolimpiai ezüstérmes, holtversenyes magyar bajnok (ezüstérmes) |
| Grószpéter Attila (1960)                   | nagymester, háromszoros sakkolimpikon, csapatvilágbajnokságon csapatban ezüst-, egyéniben aranyérmes, csapat-Európa-bajnokságon csapatban bronz-, egyéniben ezüstérmes |
| Gunsberg Izidor (1854–1930)                | magyar, majd brit nagymester, világbajnokjelölt, Nagy-Britannia háromszoros bajnoka, Németország bajnoka |
| Külföldiek                                 | |
| Alisza Galljamova (1972)                   | orosz női nagymester (WGM), nemzetközi mester (IM), kétszeres világbajnoki döntős, csapatban olimpiai- és Európa-bajnok, Oroszország háromszoros női sakkbajnoka, kétszeres U16 ifjúsági világbajnok, junior női sakkvilágbajnok                                                                                 |
| Szurja Sehar Ganguly (1983)                | indiai nagymester, egyéni olimpiai aranyérmes, csapatvilágbajnokságon egyéni aranyérmes |
| Inna Gaponyenko (1976)                     | ukrán nemzetközi mester (IM), női nemzetközi nagymester (WGM), U18 világbajnok, U16 Európa-bajnok, csapatban sakkolimpián egy arany-, egy ezüst- és kétszeres bronzérmes, egyéniben aranyérmes, csapatban világbajnok, egyéni eredménye alapján kétszeres aranyérmes, csapatban Európa-bajnok                    |
| Nona Gaprindasvili (1941)                  | szovjet–grúz nagymester, női sakkvilágbajnok 1962–1978 között, tizenegyszeres olimpiai bajnok csapatban, kilencszeres egyéni olimpiai aranyérmes, a Szovjetunió ötszörös női bajnoka, kétszeres Európa-kupagyőztes, négyszeres grúz bajnok, szenior világbajnok                                                  |
| Borisz Gelfand (1968)                      | fehéroroszországi születésű izraeli nagymester, világbajnoki döntős, hatszoros világbajnokjelölt, világkupagyőztes, csapatban olimpiai arany-, ezüst- és bronzérmes, Európa-bajnoki arany- és kétszeres ezüstérmes, a Szovjetunió junior sakkbajnoka, Fehéroroszország kétszeres bajnoka                         |
| Jefim Petrovics Geller (1925–1998)         | szovjet nagymester, hatszoros világbajnokjelölt, hétszeres olimpiai bajnok, a Szovjetunió kétszeres bajnoka, négyszeres ukrán bajnok, szenior világbajnok |
| Olga Girja (1991)                          | orosz női nemzetközi nagymester, sakkolimpiai bajnok, U18 korosztályos ifjúsági világ- és Európa-bajnok |
| Svetozar Gligorić (1923–2012)              | jugoszláv-szerb nagymester, olimpiai bajnok, világbajnokjelölt, tizenkétszeres jugoszláv bajnok, tizenötszörös sakkolimpikon |
| Alekszandra Gorjacskina (1998)             | orosz nagymester, világbajnokjelölt, Oroszország háromszoros női bajnoka, háromszoros ifjúsági (U10, U14, U18) és kétszeres U20 junior sakkvilágbajnok, csapatban világbajnoki arany- és ezüstérmes, valamint kétszeres Európa-bajnok, egyéniben Európa-bajnoki ezüstérmes, sakkolimpiai egyéni bronzérmes       |
| Alexander Graf (Alexander Nenashev) (1962) | üzbég–német nagymester, egyéni olimpiai aranyérmes, Európa-bajnoki bronzérmes, Üzbegisztán és Németország bajnoka |
| Sonja Graf (1908–1965)                     | német-amerikai női nemzetközi mester, az 1930–1940-es évek második legerősebb női sakkozója, kétszeres világbajnoki döntős, kétszeres amerikai bajnok, a World Chess Hall of Fame (Sakkhírességek Csarnoka) tagja                                                                                                |
| Boris de Greiff (1930–2011)                | kolumbiai sakkmester, kilencszeres sakkolimpikon, egyéni olimpiai aranyérmes |
| Alekszandr Griscsuk (1983)                 | orosz nagymester, háromszoros világbajnokjelölt, csapatban kétszeres olimpiai bajnok, háromszoros csapatvilágbajnok, Oroszország bajnoka, háromszoros villámsakk világbajnok, Oroszország U10, U12, U14 és U16 bajnoka                                                                                           |
| Vidit Szantós Gudzsaráti (1994)            | indiai nagymester, olimpiai bajnok, világbajnokjelölt, U14 korosztályos ifjúsági világbajnok, U20 junior világbajnoki bronzérmes |
| Dommarázu Gukés (2006)                     | indiai nagymester, világbajnok (2024), olimpián csapatban arany- és bronzérmes, kétszeres egyéni aranyérmes, U12-es ifjúsági világbajnok |
| Borisz Gulko (1947)                        | szovjet–amerikai nagymester, a Szovjetunió és az Amerikai Egyesült Államok bajnoka, olimpián csapatban háromszoros ezüst- és egyszeres bronzérmes, csapatvilágbajnokságon arany- és ezüstérmes |
| Valentyina Gunyina (1989)                  | orosz nagymester (GM), női nemzetközi nagymester (WGM), csapatban háromszoros olimpiai bajnok, világbajnok és négyszeres Európa-bajnok, háromszoros egyéni Európa-bajnok, Oroszország háromszoros női sakkbajnoka, villámsakk világ- és Európa-bajnok, U14 és U18 ifjúsági világbajnok, U12 és U16 Európa-bajnok |
| Mihail Gurevics (1959)                     | szovjet-belga-török nagymester, Ukrajna bajnoka, a Szovjetunió bajnoka, csapatvilágbajnok, világbajnokjelölt |
| Nino Gurieli (1961)                        | grúz nemzetközi mester, női nemzetközi nagymester, világbajnokjelölt, Grúzia női bajnoka, négyszeres olimpikon |

### Gy
| Név                   | Nevezetesség |
| --------------------- | --- |
| Magyarok              | |
| Gyimesi Zoltán (1977) | nagymester, az Európai Unió bajnoka, rapidsakk Európa-bajnok, magyar bajnok, magyar rapid és villámbajnok, sakkolimpiai ezüstérmes, ötszörös korosztályos magyar bajnok, U20-as junior világbajnokság bronzérmese |

### H
| Név                                    | Nevezetesség |
| -------------------------------------- | --- |
| Magyarok                               | |
| Haág Ervin (1933–2018)                 | nemzetközi mester, levelezési sakkban magyar bajnok, levelezési sakkolimpiai ezüstérmes |
| Havasi Kornél (1892–1945)              | sakkmester, kétszeres olimpiai bajnok és kétszeres olimpiai ezüstérmes, nemhivatalos sakkolimpiákon arany- és ezüstérmes, magyar bajnok |
| Hazai László (1953)                    | nemzetközi mester, csapatban kétszeres Európa-bajnoki ezüstérmes, kétszeres magyar bajnoki ezüstérmes |
| Héra Imre (1986)                       | nagymester, magyar bajnokság ezüstérmese, U12 villámsakk ifjúsági világbajnok, U14 rapidsakk Európa-bajnok |
| Hoang Thanh Trang (1980)               | vietnámi–magyar nemzetközi nagymester, női Európa-bajnok, Ázsia női bajnoka, U20-as női ifjúsági világbajnok, többszörös vietnámi és magyar sakkolimpikon |
| Honfi Károly (1930–1996)               | nagymester, levelezési nemzetközi mester, csapatban Európa-bajnoki ezüst- és háromszoros bronzérmes, sakkolimpikon |
| Honfi Károlyné (1933–2010)             | női nemzetközi mester, női levelezési nemzetközi mester, sakkolimpiai ezüstérmes, magyar bajnok |
| Horváth Ádám (1981)                    | nagymester, U20 junior Európa-bajnok, U16 magyar bajnok, sakkolimpikon |
| Horváth Csaba (1968)                   | nagymester, kétszeres magyar bajnok, sakkolimpikon |
| Horváth József (1964)                  | nagymester, sakkcsapat világbajnokságon egyéni bronzérmes, háromszoros sakkolimpikon |
| Horváth Júlia (1960)                   | kétszeres magyar bajnoki ezüstérmes, sakkolimpikon |
| Horváth Péter (1972)                   | nagymester |
| Horváth Tamás(ru) (1951)               | nagymester, csapatban Európa-bajnoki bronzérmes |
| Hönsch Irén (1932)                     | sakkmester, háromszoros magyar bajnok, sakkolimpikon |
| Külföldiek                             | |
| Vladimir Hakobján (1971)               | örmény nagymester, háromszoros olimpiai bajnok, sakkcsapat világbajnok, egyéni világbajnoki döntős, U16 és U18 ifjúsági világbajnok, U20 junior világbajnok, kétszeres örmény bajnok |
| Alekszandr Halifman (1966)             | orosz nagymester, világbajnok 1999–2000 között, háromszoros olimpiai bajnok, sakkcsapat világbajnok, Oroszország bajnoka, junior Európa-bajnok, a Szovjetunió kétszeres ifjúsági bajnoka |
| Andrej Harlov (1968–2014)              | orosz nagymester, Európa-bajnoki holtversenyes első helyezett, Oroszország bajnoka |
| William Hartston (1947)                | nemzetközi mester, olimpián csapatban bronz-, egyéniben aranyérmes, Nagy-Britannia kétszeres bajnoka |
| Hans-Joachim Hecht (1939)              | német nagymester, nemzetközi levelezési mester, tízszeres sakkolimpikon, csapatvilágbajnokságon egyéni aranyérmes, csapat-Európa-bajnokságon egyéni bronzérmes, kétszeres német bajnok |
| Drónavalli Hárika (1991)               | indiai nagymester, csapatban női olimpiai arany- és bronzérmes, háromszoros világbajnoki bronzérmes, Ázsia bajnoka, a Nemzetközösségi játékok háromszoros sakkbajnoka, U14 és U18 korosztályos ifjúsági világbajnok, U20 junior világbajnok |
| Pendjála Harikrisna (1986)             | indiai nagymester, olimpiai bajnok, csapatban világbajnoki bronzérmes, U10 korosztályos ifjúsági világbajnok |
| Hiong Liong Tan (1938–2009)            | indonéz születésű holland nemzetközi mester, olimpiai egyéni aranyérmes, holland bajnok |
| Jóhann Hjartarson (1963)               | izlandi nagymester, világbajnokjelölt, hatszoros izlandi bajnok, háromszoros olimpikon |
| Krystyna Hołuj-Radzikowska (1931–2006) | lengyel női nemzetközi nagymester, kétszeres világbajnokjelölt, olimpiai egyéni aranyérmes, kilencszeres lengyel női bajnok |
| Israel Albert Horowitz (1907–1973)     | amerikai nemzetközi mester, az Amerikai Egyesült Államok kétszeres bajnoka, a World Chess Hall of Fame tagja |
| Vlastimil Hort (1944–2025)             | csehszlovák–német nagymester, világbajnokjelölt, háromszoros csehszlovák és háromszoros német bajnok, tizenegyszeres csehszlovák és háromszoros német sakkolimpikon, amelyeken csapatban egy ezüst-, egyéniben egy ezüst- és egy bronzérmet szerzett, Európa-bajnokságon csapatban és egyéniben bronzérmes                                                                |
| Hou Ji-fan (1994)                      | kínai nagymester, 2010–2012, 2013–2015 és 2016–2017 között női sakkvilágbajnok, csapatban olimpiai bajnok és háromszoros ezüstérmes, egyéni arany- és ezüstérmes, sakkcsapat világbajnok, Kína kétszeres női bajnoka, U10 ifjúsági sakkvilágbajnok. A legfiatalabb sakkozó, aki elnyerte a világbajnoki címet, és a legfiatalabb nő, aki megszerezte a nagymesteri címet. |
| Robert Hovhanniszjan (1991)            | örmény nagymester, csapatban világbajnoki aranyérmes, Örményország bajnoka, junior világbajnoki ezüstérmes, |
| Karel Hromádka (1887–1956)             | osztrák-magyar, később csehszlovák sakkmester, nemhivatalos sakkolimpián csapatban bajnok és egyéni aranyérmes |
| Hszie Csün (1970)                      | kínai nagymester, női sakkvilágbajnok 1991–1996 és 1999–2001 között, háromszoros olimpiai bajnok, Kína női sakkbajnoka |
| Hszü Jü-hua (1976)                     | kínai nagymester, női sakkvilágbajnok 2006–2008 között, háromszoros olimpiai bajnok, kétszeres világkupa győztes, Ázsia kétszeres női bajnoka, Ázsia junior lánybajnoka |
| Huang Csien (1986)                     | kínai női nemzetközi nagymester, csapatban olimpiai és világbajnok, Ázsia női bajnoka, Kína női bajnoka |
| Nino Hurcidze (1975–2018)              | grúz nemzetközi mester, női nemzetközi nagymester, csapatban olimpiai ezüst-és bronzérmes, egyéni arany- és bronzérmes, U16 ifjúsági világbajnok, kétszeres U20 junior világbajnok, U20 junior Európa-bajnok, Grúzia ötszörös bajnoka |
| Robert Hübner (1948–2025)              | német nagymester, négyszeres világbajnokjelölt, olimpián csapatban ezüstérmes, egyéniben kétszeres aranyérmes |

### I, Í
| Név                    | Nevezetesség |
| ---------------------- | --- |
| Magyarok               | |
| Ignácz Mária (1990)    | kétszeres magyar bajnoki bronzérmes |
| Ivánka Mária (1950)    | női nemzetközi nagymester, négyszeres olimpiai ezüstérmes, kilencszeres magyar bajnok |
| Külföldiek             | |
| Nana Ioszeliani (1962) | grúz nemzetközi mester (IM), női nagymester (WGM), kétszeres világbajnoki döntős, a Szovjetunió négyszeres női sakkbajnoka, ötszörös sakkolimpiai bajnok, kétszeres junior sakk-Európa-bajnok                        |
| Vaszil Ivancsuk (1969) | ukrán nagymester, világbajnoki döntős, négyszeres olimpiai bajnok, csapatban kétszeres világbajnok, egyéni Európa-bajnok, rapid- és villámsakk világbajnok, junior Európa-bajnok                                     |
| Boriszlav Ivkov (1933) | világbajnokjelölt, háromszoros jugoszláv bajnok, az első junior világbajnok, sakkolimpián csapatban hatszoros ezüst- és négyszeres bronzérmes, egyéni eredményeivel kétszeres arany-, egyszeres ezüst- és bronzérmes |

### J
| Név                        | Nevezetesség |
| -------------------------- | --- |
| Magyarok                   | |
|                            | |
| Külföldiek                 | |
| Dmitrij Jakovenko (1983)   | orosz nagymester, egyéni Európa-bajnok, csapatban világ- és Európa-bajnok, olimpiai ezüstérmes |
| David Janowski (1868–1927) | lengyel származású, Franciaországban és az Egyesült Államokban élő sakkozó, világbajnokjelölt, világranglista vezető, Franciaország, Németország és Amerika bajnoka                                  |
| Lela Javakhisvili (1984)   | nemzetközi mester, női nagymester, csapatban olimpiai- és világbajnok, Grúzia kétszeres női bajnoka                                                                                                  |
| Alex Yermolinsky (1958)    | a Szovjetunióban született amerikai nagymester, olimpiai ezüst- és bronzérmes, csapatban világbajnoki arany- és ezüstérmes, Amerika kontinensbajnoka, az Amerikai Egyesült Államok kétszeres bajnoka |
| Baadur Jobava (1983)       | grúz nagymester, olimpián kétszeres egyéni aranyérmes, csapatban Európa-bajnoki bronzérmes, háromszoros grúz bajnok                                                                                  |
| Leonyid Judaszin (1959)    | a Szovjetunióban született izraeli nagymester, kétszeres világbajnokjelölt, olimpiai bajnok |
| Artur Juszupov (1960)      | szovjet-német nagymester, világbajnokjelölt, csapatban ötszörös olimpiai bajnok és egyéni aranyérmes, csapatban világbajnok és egyéni ezüst- és bronzérmes, csapatban kétszeres Európa-bajnok        |
| Jü Jang-ji (1994)          | kínai nagymester, csapatban kétszeres olimpiai- és kétszeres világbajnok, Ázsia sakkbajnoka, korábbi junior világelső, U20 junior és U10 ifjúsági világbajnok                                        |

### K
| Név                                         | Nevezetesség |
| ------------------------------------------- | --- |
| Magyarok                                    | |
| Kállai Gábor (1959–2021)                    | nagymester |
| Karakas Éva (1922–1995)                     | női nagymester, világbajnokjelölt, nyolcszoros magyar bajnok, szenior sakkvilágbajnok, háromszoros sakkolimpikon |
| Kántor Gergely (1999)                       | nagymester, csapatban U18 Európa-bajnoki ezüstérmes |
| Károlyi Tibor (1961)                        | nemzetközi mester, magyar bajnok |
| Kas Rita (1956)                             | magyar-német női nemzetközi mester, olimpiai ezüstérmes, junior Európa-bajnoki ezüstérmes |
| Kempelen Farkas (1734–1804)                 | az első sakkozógép feltalálója |
| Kluger Gyula (1914–1994)                    | nemzetközi mester, olimpiai egyéni bronzérmes, csapatban és egyéniben Európa-bajnoki bronzérmes, magyar bajnoki ezüstérmes |
| Kolisch Ignác (1837–1889)                   | sakkmester, 1867 júliusa és 1868 novembere között a világ legerősebb játékosa volt |
| Kovács Márta (1962)                         | kétszeres magyar bajnoki ezüstérmes, junior világbajnoki bronzérmes, junior Európa-bajnoki ezüstérmes |
| Kozák Ádám (2002)                           | nagymester, csapatban Európa-bajnoki ezüstérmes, rapidsakk ifjúsági világbajnoki ezüstérmes, U18 rapid- és villámsakk Európa-bajnok |
| Kóródy Keresztély Imre (1905–1969)          | sakkmester, nemhivatalos sakkolimpiai bajnok |
| Kőberl Ferenc (1916–1974)                   | magyar bajnoki ezüstérmes |
| Krcsmarik Jolán (Herendi Zoltánné) (1927–?) | mester, magyar női bajnok |
| Kurucsai Ilona (Pintér Józsefné) (1962)     | magyar női bajnok |
| Külföldiek                                  | |
| Shimon Kagan (1942–2024)                    | izraeli nemzetközi mester, sakkolimpiai egyéni arany- és bronzérmes, kétszeres izraeli bajnok |
| Gregory Kaidanov (1959)                     | szovjet-amerikai nagymester, olimpiai ezüstérmes, az Amerikai Egyesült Államok bajnoka |
| Paula Kalmar-Wolf (1880–1931)               | az első osztrák női sakkmester, kétszeres világbajnoki ezüst- és egyszeres bronzérmes, Ausztria női bajnoka, a World Chess Hall of Fame (Sakkhírességek Csarnoka) tagja |
| Gata Kamsky (1974)                          | a Szovjetunióban született amerikai nagymester, világbajnoki döntős, háromszoros olimpiai bronzérmes, csapatvilágbajnok, ötszörös amerikai bajnok, rapidsakk világbajnok, a Szovjetunió kétszeres U20 junior sakkbajnoka |
| Szergej Karjakin (1990)                     | ukrán–orosz nagymester, kétszeres világbajnokjelölt, világbajnoki döntős, sakkolimpiai bajnok, sakkcsapat világbajnok, villámsakk világbajnok, U12 világbajnok, U10 Európa-bajnok |
| Anatolij Karpov (1951)                      | orosz nagymester, 1975–1985 között egyedüli világbajnok, 1993–1999 között a FIDE világbajnoka, csapatban hatszoros, egyéniben háromszoros olimpiai bajnok, kétszeres sakkcsapat világbajnok, csapatban négyszeres Európa-bajnok, háromszoros szovjet bajnok, junior világbajnok, ifjúsági Európa-bajnok. Kilencszer kapta meg a Sakk-Oscar-díjat.               |
| Isaac Kashdan (1905–1985)                   | amerikai nagymester, kétszeres sakkolimpiai egyéni aranyérmes, az Amerikai Egyesült Államok kétszeres bajnoka |
| Alina Kaslinszkaja (1993)                   | orosz–lengyel nemzetközi mester, női nagymester, csapatban világ- és Európa-bajnok, egyéniben Európa-bajnok, junior világbajnoki bronzérmes |
| Lubomir Kavalek (1943)                      | csehszlovák-amerikai nagymester, csapatban olimpiai arany- és ötszörös bronzérmes, kétszeres csehszlovák és háromszoros amerikai bajnok |
| Garri Kaszparov (1963)                      | szovjet–orosz nagymester, 1985–2000 között világbajnok, csapatban nyolcszoros, egyéniben hétszeres olimpiai bajnok, kétszeres szovjet bajnok, Oroszország bajnoka, 11-szeres Sakk-Oscar-díjas |
| Paul Keres (1916–1975)                      | szovjet-észt nagymester, Észtország négyszeres, a Szovjetunió háromszoros bajnoka, csapatban hétszeres, egyéniben hatszoros olimpiai aranyérmes, csapatban és egyéniben háromszoros Európa-bajnok, a sakkfeladványszerzés mestere |
| George Koltanowski (1903–2000)              | belga-amerikai sakkozó, nemzetközi mester, tiszteletbeli nagyester, a sakkszimultán világcsúcstartója, négyszeres belga bajnok, kétszeres sakkolimpikon |
| Henrijeta Konarkowska-Sokolov (1938)        | lengyel-szerb sakkmester, háromszoros világbajnokjelölt, sakkolimpiai egyéni arany- és bronzérmes, négyszeres lengyel bajnok és kétszeres jugoszláv bajnok |
| Kónéru Hanpi (1987)                         | indiai nagymester, női világbajnoki döntős, Ázsia sakkbajnoka, brit bajnok, India bajnoka, U10, U12, U14 ifjúsági világbajnok, U20 junior világbajnok, sakkolimpián egyéniben két arany- és egy bronzérmet szerzett |
| Viktor Korcsnoj (1931–2016)                 | szovjet-orosz-svájci nagymester, kétszeres világbajnoki döntős, hatszoros olimpiai bajnok, ötszörös Európa-bajnok, szenior világbajnok, négyszeres szovjet bajnok, holland bajnok, ötszörös svájci bajnok, sakk-Oscar-díjas, Üzbegisztán bajnoka, Örményország bajnoka. 2017-ben a World Chess Hall of Fame (Sakkhírességek csarnoka) tagjai közé választották. |
| Anton Korobov (1985)                        | ukrán nagymester, négyszeres ukrán bajnok, csapatban világbajnoki bronz-, egyéni aranyérmes, U18 csapat Európa-bajnok, villámsakk Európa-bajnok |
| Borislav Kostić (1887–1963)                 | magyar-szerb-jugoszláv nagymester, nemhivatalos sakkolimpián csapatban ezüst-, egyéniben aranyérmes, kétszeres jugoszláv bajnok, Románia bajnoka |
| Nagyezsda Koszinceva (1985)                 | orosz nagymester, csapatban kétszeres olimpiai bajnok és háromszoros Európa-bajnok, Oroszország női bajnoka, U14 ifjúsági világbajnok, háromszoros ifjúsági Európa-bajnok |
| Tatyjana Koszinceva (1986)                  | orosz nagymester, csapatban kétszeres olimpiai bajnok és háromszoros Európa-bajnok, kétszeres egyéni Európa-bajnok, Oroszország háromszoros női sakkbajnoka, U10 Európa-bajnok |
| Alekszandra Kosztyenyuk (1984)              | orosz-svájci nagymester, 2008-2010 között női sakkvilágbajnok, Európa-bajnok, csapatban háromszoros olimpiai- és háromszoros Európa-bajnok, kétszeres orosz bajnok, Svájc férfi és női sakkbajnoka |
| Alekszandr Kotov (1910–1981)                | szovjet nagymester, kétszeres világbajnokjelölt, a Szovjetunió bajnoka |
| Čeněk Kottnauer (1910–1996)                 | cseh-brit nemzetközi mester, olimpiai egyéni aranyérmes |
| Jekatyerina Kovalevszkaja (1974)            | orosz nemzetközi mester, női nagymester, világbajnoki döntős, Oroszország kétszeres női bajnoka, csapatban háromszoros olimpiai ezüstérmes, kétszeres Európa-bajnoki ezüstérmes |
| Valentyina Kozlovszkaja (1938)              | szovjet női nagymester, világbajnokjelölt, olimpiai bajnok, a Szovjetunió bajnoka, Oroszország kétszeres bajnoka |
| Vlagyimir Kramnyik (1975)                   | orosz nagymester, 2000–2007 között világbajnok, háromszoros olimpiai aranyérmes, sakkcsapat világ- és Európa-bajnok, U18 ifjúsági világbajnok (1991), kétszeres Sakk-Oscar-díjas |
| Michał Krasenkow (1963)                     | szovjet-lengyel nagymester, csapatban Európa-bajnoki kétszeres ezüst- és bronzérmes, Grúzia bajnoka, kétszeres lengyel bajnok |
| Ljuba Krisztol (1944)                       | a Szovjetunióban született izraeli női nemzetközi mester, nemzetközi levelezési nagymester, olimpiai bajnok, 1978–1984 és 1993–1998 között női levelezési sakkvilágbajnok, Izrael ötszörös bajnoka |
| Frans Kuijpers (1941)                       | holland nemzetközi mester, csapatban olimpiai ezüst- és egyéni aranyérmes, holland bajnok |
| Sopiko Kukasvili (1985)                     | grúz nemzetközi mester, női nagymester, olimpiai arany- és bronzérmes, csapatban Európa-bajnoki ezüstérmes, kétszeres U16 ifjúsági világbajnok |
| Adam Kuligowski (1955)                      | lengyel nagymester, olimpiai egyéni arany- és ezüstérmes |
| Kuo Csi (1995)                              | kínai nemzetközi mester, női nagymester, csapatban olimpiai ezüst- és bronzérmes, egyéni arany- és ezüstérmes, csapatvilágbajnoki ezüstérmes, Ázsia kétszeres csapatbajnoka, Kína női bajnoka, junior világbajnok |
| Abraham Kupchik (1892–1970)                 | orosz-amerikai sakkmester, olimpiai bajnok, egyéni bronzérmes |
| Alla Kusnyir (1941–2013)                    | szovjet-izraeli női nemzetközi nagymester, háromszoros világbajnoki döntős, csapatban és egyéniben is háromszoros olimpiai bajnok, a Szovjetunió női bajnoka |
| Gennagyij Kuzmin (1946–2020)                | szovjet-ukrán nagymester, olimpiai bajnok, csapatban Európa-bajnok, háromszoros ukrán bajnok |

### L
| Név                                         | Nevezetesség |
| ------------------------------------------- | --- |
| Magyarok                                    | |
| Lakos Nikoletta (1978)                      | női nemzetközi nagymester, U16 és U18 korosztályos ifjúsági sakkvilágbajnoki ezüstérmes és U12 bronzérmes, valamint U16 korosztályos ifjúsági sakk-Európa-bajnoki ezüst- és bronzérmes, háromszoros magyar bajnok, világbajnokjelölt, ötszörös sakkolimpikon |
| Láng Edit (1938)                            | női nemzetközi mester, sakkolimpiai bronzérmes, magyar bajnok |
| Lángos Józsa (1911–1987)                    | női nemzetközi mester, kilencszeres magyar bajnok |
| Lékó Péter (1979)                           | nemzetközi nagymester, többszörös világbajnokjelölt, világbajnoki döntős, kétszeres sakkolimpiai ezüstérmes, világválogatott, U16 ifjúsági világbajnok, U12 és U14 Európa-bajnok |
| Lendvai Noémi (Lendvai-Wells Noémi) (1975)  | magyar bajnoki bronzérmes |
| Lengyel Levente (1933–2014)                 | nemzetközi nagymester, sakkolimpiai ezüst- és bronzérmes, Európa-bajnoki és magyar bajnoki ezüstérmes |
| Lilienthal Andor (1911–2010)                | nemzetközi nagymester, sakkolimpiákon egyéniben kétszeres aranyérmes, csapatban ezüstérmes, a Szovjetunió sakkbajnoka, világbajnokjelölt |
| Lipschutz Salomon (1863–1905)               | magyar származású angol-amerikai sakkozó, az Amerikai Egyesült Államok kétszers bajnoka |
| Löwenthal János Jakab (1810–1876)           | korának egyik legjobb sakkozója, sakkíró, sakkfeladványszerző, 1858–1859-ben a világ második legerősebb játékosa |
| Lukács Péter (1950)                         | nemzetközi nagymester, magyar bajnok, sakkolimpikon, BEK-győztes |
| Külföldiek:                                 | |
| Jekatyerina Lagno (1989)                    | Ukrajnában született orosz sakknagymester (GM), női nagymester (WGM), kétszeres női Európa-bajnok, villám- és rapidsakk világbajnok, sakkolimpiai bajnok Ukrajna és Oroszország színeiben, Ukrajna csapatában világ- és Európa-bajnok, Oroszország színeiben Európa-bajnok, U10 korosztályos ifjúsági világbajnok, U14 korosztályos Európa-bajnok                      |
| Christiaan Langeweg (Kick Langeweg) (1937)  | holland nemzetközi mester, egyéniben sakkolimpiai arany-, ezüst- és bronzérmes, ötszörös holland bajnok |
| Bent Larsen (1935–2010)                     | dán nagymester, négyszeres világbajnokjelölt, Dánia bajnoka, az első Sakk-Oscar-díjas |
| Emanuel Lasker (1868–1941)                  | német születésű, később szovjet állampolgárságot kapott, végül Amerikában letelepedett nagymester, 27 éven keresztül (1894–1921) a sakk világbajnoka, mely idő alatt öt alkalommal védte azt meg |
| Joël Lautier (1973)                         | francia nagymester, kétszeres francia bajnok, U14 ifjúsági világbajnok, junior világbajnok |
| Lej Ting-csie (1997)                        | kínai női sakkozó, nagymester (GM), csapatban sakkolimpiai bajnok, egyéniben ezüstérmes, csapatvilágbajnoki ezüst- és bronzérmes, egyéni teljesítményével háromszoros aranyérmes |
| Tatjana Lemacsko (1948)                     | Szovjetunióban született bolgár majd svájci női nagymester, Bulgária többszörös bajnoka, négyszeres bolgár és tízszeres svájci sakkolimpikon, sakkolimpiai egyéni arany-, ezüst- és bronzérmes |
| Aleksandr Lenderman (1989)                  | amerikai nagymester, sakkcsapat világbajnokságon egyéni aranyérmes, pán-amerikai bajnokság csapat és egyéni aranyérmese, U16 ifjúsági világbajnok |
| Irina Levityina (1954)                      | szovjet−amerikai női nagymester (WGM), világbajnoki döntős, csapatban háromszoros sakkolimpiai bajnok, a Szovjetunió négyszeres, az Amerikai Egyesült Államok háromszoros női sakkbajnoka |
| Li Csao (1989)                              | kínai nagymester, csapatvilágbajnokságon csapatban arany- és kétszeres ezüstérmes, egyéni teljesítményével arany- és bronzérmes, Ázsia bajnoka, U16 sakkolimpián csapatban kétszeres aranyérmes, egyéniben aranyérmes |
| Li Ven-liang (1967)                         | kínai nemzetközi mester, sakkolimpián egyéni aranyérmes |
| Ljubomir Ljubojević (1950)                  | jugoszláv-szerb nagymester, sakkolimpián egyéni arany- és bronzérmes, világbajnokjelölt, kétszeres jugoszláv bajnok, ifjúsági Európa-bajnoki ezüstérmes |
| William Lombardy (1937–2017)                | amerikai nagymester, sakkolimpián csapatban arany-, ezüst és kétszeres bronzérmes, egyéniben arany- és ezüstérmes, az Amerikai Egyesült Államok kétszeres bajnoka, Kanada bajnoka, junior világbajnok, |
| Maia Lomineisvili (1977)                    | grúz női nagymester (WGM), nemzetközi mester (IM), sakkolimpián csapatban arany-, egyéniben bronzérmes, csapatban Európa-bajnoki ezüstérmes, egyéniben bronzérmes, ötszörös grúz bajnok, U14 ifjúsági Európa-bajnok |
| Samuel Loyd (1841–1911)                     | amerikai sakkozó és sakkfeladványszerző, a Sakkhírességek Csarnokának tagja |
| Smbat Lputian (1958)                        | örmény nagymester, sakkolimpián csapatban arany- és háromszoros bronzérmes, egyéniben kétszeres ezüst- és bronzérmes, csapatvilágbajnokságon háromszoros bronzérmes, egyéniben arany- és bronzérmes, sakkcsapat-Európa-bajnokságon csapatban arany-, ezüst- és bronzérmes, U26 sakkcsapat-világbajnokságon csapatban és egyéniben aranyérmes, négyszeres örmény bajnok |
| Luis Ramírez de Lucena (kb. 1465– kb. 1530) | spanyol sakkmester, az első nyomtatásban megjelenő sakkszakkönyv írója |
| Erik Lundin (1904–1988)                     | svéd sakkmester, sakkolimpián csapatban ezüst- és bronzérmes, egyéniben arany- és bronzérmes |
| Christopher Lutz (1971)                     | német nagymester, sakkolimpián csapatban ezüstérmes, sakkcsapat-Európa-bajnokságon kétszeres bronzérmes, kétszeres német bajnok |

### M
| Név                                              | Nevezetesség |
| ------------------------------------------------ | --- |
| Magyarok                                         | |
| Mádl Ildikó (1969)                               | nemzetközi mester (IM), női nemzetközi nagymester (WGM), csapatban kétszeres olimpiai aranyérmes és kétszeres ezüstérmes, egyéniben kétszeres bronzérmes, U16-os ifjúsági és U20-as junior világbajnok, ifjúsági és kétszeres junior Európa-bajnok, ötszörös magyar bajnok                                                             |
| Makai Zsuzsa (1945–1987)                         | női nemzetközi mester (WIM), román és magyar sakkolimpikon, sakkolimpiai ezüstérmes, magyar bajnok |
| Marjanovics Annamária (2001)                     | női nagymester (WGM), ifjúsági Európa-bajnoki ezüstérmes, rapidsakk Európa-bajnoki ezüstérmes, villámsakk Európa-bajnoki bronzérmes |
| Maróczy Géza (1870–1951)                         | nagymester, olimpiai bajnok és olimpiai ezüstérmes, az Osztrák–Magyar Monarchia bajnoka, magyar bajnok. Pályájának csúcsán a világ egyik legjobb sakkozója volt |
| Medvegy Nóra (1977)                              | nemzetközi mester (IM), női nemzetközi nagymester (WGM), U18 korosztályos és kétszeres felnőtt női magyar bajnok, U18 korosztályos Európa-bajnoki bronzérmes, kétszeres sakkolimpikon |
| Medvegy Zoltán (1979)                            | nagymester, magyar bajnok, csapatban junior sakkvilágbajnoki bronzérmes |
| Merényi Lajos (1884–1936)                        | sakkmester, magyar bajnokság bronzérmese |
| Mihók Olivér (1993)                              | nagymester, U12-es korosztályban az Európai Unió bajnoka, csapatban U16-os korosztályos sakkolimpiai ezüstérmes, U18-as sakkcsapat Európa-bajnokságon arany- és bronzérmes, U8-as korosztályos német bajnok, U12-es és U14-es magyar bajnok, U20-as junior magyar bajnok                                                               |
| Molnár István (1933–2015)                        | sakkmester, olimpikon |
| Külföldiek:                                      | |
| Louis-Charles Mahé de La Bourdonnais (1795–1840) | francia sakkozó, akit a világ legjobb játékosának tartottak, nem hivatalos világbajnoknak 1821-től egészen 1840-ben bekövetkezett haláláig |
| Joanna Majdan-Gajewska (1988)                    | lengyel női nemzetközi nagymester (WGM), sakkolimpián egyéni aranyérmes, csapatvilágbajnokságon egyéni ezüstérmes, Európa-bajnokságon csapatban ezüst- és bronzérmes, kétszeres egyéni aranyérmes |
| Kazimierz Makarczyk (1901–1972)                  | lengyel nemzetközi mester, csapatban olimpiai arany-, kétszeres ezüst- és kétszeres bronzérmes |
| Vagyim Malahatko (1977)                          | ukrán–belga nagymester, olimpiai bronzérmes, csapatban világbajnoki aranyérmes |
| Vlagyimir Malahov (1980)                         | orosz nagyester, olimpiai ezüstérmes, világbajnokságon csapatban és egyéniben aranyérmes |
| Volodimir Malanyuk (1957–2017)                   | szovjet–ukrán nagymester, csapatban olimpiai ezüst- és bronzérmes, csapatvilágbajnoki ezüstérmes, egyéni eredményével aranyérmes |
| Sahrijar Mamedjarov (1985)                       | azeri nagymester, világbajnokjelölt, sakkolimpiai egyéni aranyérmes, csapatvilágbajnokságon egyéni aranyérmes, U18 ifjúsági- és kétszeres U20 junior világbajnok |
| Yaniet Marrero López (1983)                      | kubai női nemzetközi nagymester (WGM), sakkolimpiai egyéni aranyérmes, kuba női bajnoka |
| Frank Marshall (1877–1944)                       | amerikai sakkmester, az Amerikai Egyesült Államok sakkbajnoka, 1909–1936 között a világ egyik legerősebb sakkjátékosa, a World Chess Hall of Fame tagja |
| Aleksandar Matanović (1930)                      | jugoszláv–szerb nagymester, sakkolimpián csapatban ötszörös ezüst- és négyszeres bronzérmes, egyéniben egyszeres arany-, kétszeres ezüst és egyszeres bronzérmes, sakkcsapat-Európa-bajnokságon csapatban ötszörö ezüst- és egyszeres bronzérmes, egyéniben háromszoros ezüst- és egyszeres bronzérmes, Szerbia és Jugoszlávia bajnoka |
| Milan Matulović (1935–2013)                      | jugoszláv–szerb nagymester, sakkolimpián csapatban kétszeres ezüst- és kétszeres bronzérmes, egyéni arany- és kétszeres ezüstérmes, sakkcsapat-Európa-bajnokságon csapatban háromszoros, egyéniben kétszeres ezüstérmes, Jugoszlávia kétszeres bajnoka                                                                                 |
| Alexander McDonnell (1798–1835)                  | ír sakkmester, a világ egyik legjobbja, az első nem hivatalos sakkvilágbajnoki párosmérkőzés résztvevője |
| George Henry McKenzie (1837–1891)                | skót–amerikai sakkmester, háromszoros amerikai bajnok |
| Henrique Mecking (1952)                          | brazil nagymester, kétszeres világbajnokjelölt, 1977-ben a világranglista 3. helyezettje, csapatban és egyéniben a pán-amerikai bajnokság ezüst- és bronzérmese, Brazília bajnoka |
| Edmar Mednis (1937–2002)                         | lett–amerikai nagymester, az Amerikai Egyesült Államok főiskolai bajnoka, főiskolai csapatvilágbajnokság arany- és ezüstérmese |
| Vera Menchik (1906–1944)                         | orosz-cseh-angol női sakkozó, 1927–1944 között, haláláig sakkvilágbajnok, a World Chess Hall of Fame tagja |
| Jonathan Mestel (1957)                           | brit nagymester, sakkolimpián csapatban kétszeres ezüst- és egyszeres bronzérmes, egyéni aranyérmes, csapatvilágbajnokságon csapatban és egyéniben bronzérmes, sakkcsapat-Európa-bajnokságon csapatban bronz-, egyéniben arany- és ezüstérmes, Anglia háromszoros bajnoka, ifjúsági világbajnok                                        |
| Paul Michel (1905–1977)                          | német–argentin nemzetközi mester, olimpiai bajnok |
| Artasesz Minaszjan (1967)                        | örmény nagymester, kétszeres olimpiai bajnok és háromszoros bronzérmes, kétszeres sakkcsapat-világbajnoki bronzérmes, egyéniben ezüst- és bronzérmes; sakkcsapat-Európa-bajnoki arany- és bronzérmes, a Szovjetunió utolsó sakkbajnoka, hatszoros örmény bajnok                                                                        |
| Olekszandr Moiszejenko (1980)                    | ukrán nagymester, csapatban kétszeres olimpiai aranyérmes, egyéni ezüstérmes, csapatvilágbajnokságon ezüst- és kétszeres bronzérmes, egyéni eredményével arany- és kétszeres bronzérmes, egyéni Európa-bajnok, U16 ifjúsági világbajnok, junior Európa-bajnoki ezüstérmes, Ukrajna bajnoka                                             |
| Alekszandr Morozevics (1977)                     | orosz nagymester, háromszoros olimpiai bajnok, kétszeres csapatvilágbajnok, csapatban kétszeres Európa-bajnok, Oroszország kétszeres bajnoka |
| Paul Morphy (1837–1884)                          | amerikai sakkmester, nem hivatalos világbajnok, az elsők között választották be 1986-ban a US Chess Hall of Fame, majd 2001-ben a World Chess Hall of Fame tagjai közé |
| Szergej Movszeszjan (1978)                       | örmény-cseh-szlovák nagymester, Örményország csapatában olimpiai és világbajnok, egyéni bronzérmes, csapatban Európa-bajnoki ezüstérmes, Csehország bajnoka, Szlovákia kétszeres bajnoka, villámsakk Európa-bajnok |
| Günther Möhring (1936–2006)                      | német nemzetközi mester, sakkolimpiai egyéni aranyérmes, a Német Demokratikus Köztársaság bajnoka |
| Anna Muzicsuk (1990)                             | ukrán nagymester (GM), olimpiai bronzérmes, csapatban Európa-bajnoki ezüst- és bronzérmes, egyéni arany- és ezüstérmes, egyéniben bronzérmes, kétszeres villámsakk világbajnok, rapidsakk világbajnok, világbajnoki döntős, Ukrajna kétszeres női bajnoka, ifjúsági és junior sakkvilágbajnok, ötszörös ifjúsági sakk-Európa-bajnok    |
| Marija Muzicsuk (1992)                           | ukrán nagymester, női világbajnok, csapatban világ- és Európa-bajnok, csapatban sakkolimpiai bronzérmes, egyéni aranyérmes, kétszeres ukrán női bajnok, U10 korosztályos Európa-bajnok, többszörös korosztályos világ- és Európa-bajnoki ezüst- és bronzérmes                                                                          |
| Lkhamsürengiin Myagmarsüren (1938)               | mongol sakkmester, négyszeres mongol bajnok, tízszeres sakkolimpikon, egyéni olimpiai aranyérmes |

### N
| Név                            | Nevezetesség |
| ------------------------------ | --- |
| Magyarok                       | |
| Nagy Géza (1892–1953)          | magyar nagymester, kétszeres sakkolimpiai bajnok, magyar bajnok |
| Navarovszky László (1933–1996) | nemzetközi mester, mesteredző, az olimpiai aranyérmes magyar sakkválogatott kapitánya, sakkcsapat-Európa-bajnokságon csapatban kétszeres bronzérmes, egyéni ezüstérmes, főiskolai csapatvilágbajnokság ezüst- és kétszeres bronzérmese, főiskolai magyar bajnok                                                                                          |
| Négyesy György (1893–1992)     | sakkmester, nemhivatalos sakkolimpián aranyérmes, a magyar levelezési sakkszövetség alapítója |
| Külföldiek:                    | |
| Miguel Najdorf (1910–1997)     | lengyel származású argentin nagymester, világbajnokjelölt, sakkolimpián csapatban négyszeres ezüst- és háromszoros bronzérmes, egyéniben háromszoros arany- és egyszeres ezüstérmes, pán-amerikai bajnokságon csapatban kétszeres, egyéniben egyszeres aranyérmes, magyar bajnok, hétszeres argentin bajnok                                              |
| Nakamura Hikaru (1987)         | Japánban született amerikai nagymester, világbajnokjelölt, az Amerikai Egyesült Államok ötszörös bajnoka, csapatban sakkolimpiai arany-, ezüst- és kétszeres bronzérmes, valamint világbajnoki ezüstérmes |
| David Navara (1985)            | cseh nagymester, sakkolimpián egyéni aranyérmes, sakkcsapat-Európa-bajnokságon egyéniben ezüst- és kétszeres bronzérmes, tízszeres cseh bajnok |
| Ozren Nedeljković (1903–1984)  | szerb nemzetközi mester, sakkolimpiai egyéni aranyérmes |
| Verica Nedeljković (1929)      | jugoszláv-szerb női nagymester, ötszörös női világbajnokjelölt, sakkolimpián csapatban ezüst-, egyéni aranyérmes, Jugoszlávia hatszoros női bajnoka |
| Nguyễn Ngọc Trường Sơn (1990)  | vietnami nagymester, sakkolimpiai egyéni aranyérmes, Ázsia-bajnokság bronzérmese, U16 korosztályos sakkolimpia egyéni aranyérmes, U10 ifjúsági világbajnok |
| Ni Hua (1983)                  | kínai nagymester, sakkolimpián csapatban arany- és ezüstérmes, egyéniben bronzérmes, csapatvilágbajnokságon csapatban ezüst-, egyéniben bronzérmes, Ázsia bajnoka, Kína háromszoros bajnoka |
| Bjørn Nielsen (1907–1949)      | dán sakkmester, sakkolimpiai egyéni aranyérmes, Dánia négyszeres bajnoka |
| Predrag Nikolić (1960)         | jugoszláv-bosnyák-holland nagymester, sakkolimpián egyéni aranyérmes, csapatban ezüst- és bronzérmes, csapatvilágbajnoksgon csapat- és egyéni ezüstérmes, sakkcsapat-Európa-bajnokságon csapatban ezüst-, egyéniben aranyérmes, kétszeres jugoszláv és kétszeres holland bajnok, Bosznia-Hercegovina bajnoka, ifjúsági és junior világbajnoki bronzérmes |
| Liviu-Dieter Nisipeanu (1976)  | román-német nagymester, világbajnokjelölt, Európa-bajnok, junior Európa-bajnoki ezüstérmes |
| Jesus Nogueiras (1959)         | kubai nagymester, világbajnokjelölt, Kuba ötszörös bajnoka, tizennégyszeres sakkolimpikon |
| John Nunn (1955)               | angol nagymester, sakkolimpiai egyéni aranyérmes, háromszoros sakkfeladványmegoldó világbajnok, ifjúsági Európa-bajnok, Anglia bajnoka |
| Daniela Nuțu-Gajić (1957)      | román-ausztrál női nagymester, világbajnokjelölt, sakkolimpián csapatban ezüst- és kétszeres bronzérmes, egyéniben kétszeres aranyérmes, Románia háromszoros női bajnoka, Jugoszlávia bajnoka, Ausztrália bajnoka |

### Ny
| Név                       | Nevezetesség |
| ------------------------- | --- |
| Magyarok                  | |
|                           | |
| Külföldiek:               | |
| Jan Nyepomnyascsij (1990) | orosz nagymester, Európa-bajnok, Oroszország kétszeres bajnoka, csapatban világ- és Európa-bajnok, U12 korosztályos ifjúsági sakkvilágbajnok, U10 és kétszeres U12 ifjúsági sakk-Európa-bajnok, rapid- és villámsakkban világbajnoki ezüstérmes |

### O, Ó
| Név                          | Nevezetesség |
| ---------------------------- | --- |
| Magyarok                     | |
| Ozsváth András (1929–2015)   | magyar FIDE mester, csapatban kétszeres olimpiai ezüstérmes nemzetközi levelezési mester, nyolcszoros magyar bajnok csapatban, Budapest-bajnok, mesteredző |
| Külföldiek:                  | |
| Friðrik Ólafsson (1935–2025) | izlandi nagymester, világbajnokjelölt, sakkolimpián egyéni arany- és bronzérmes, főiskolai csapatvilágbajnokságon egyéni aranyérmes, Izland hatszoros bajnoka, az Északi Országok kétszeres bajnoka, a FIDE egykori elnöke |
| Olekszandr Onyiscsuk (1975)  | ukrán-amerikai nagyester, sakkolimpián csapatban ezüst- és háromszoros bronzérmes, sakkcsapat világbajnokságon ezüstérmes, egyéni eredményével kétszeres arany- és egyszeres ezüstérmes, csapatban Pán-amerikai bajnok, az Amerikai Egyesült Államok bajnoka, Ukrajna bajnoka, U16 ifjúsági világbajnokságon ezüstérmes, junior Európa-bajnoki bronzérmes, a US Chess Hall of Fame tagja |
| Karel Opočenský (1892–1975)  | cseh nemzetközi mester, sakkolimpián csapatban ezüst- és bronz-, egyéniben aranyérmes, négyszeres cseh bajnok, nemzetközi versenybíró, a világbajnokjelöltek versenyének, valamint a sakkolimpiának főbírája |

### P
| Név                                         | Nevezetesség |
| ------------------------------------------- | --- |
| Magyarok                                    | |
| Pap Gyula (1991)                            | magyar nagymester, junior magyar bajnok, magyar bajnokság bronzérmese, U16 sakkolimpián csapatban ezüst-, egyéniben aranyérmes, U18 Európa-bajnokságon csapatban és egyéniben is arany- és ezüstérmes |
| Papp Gábor (1987)                           | magyar nagymester, U12 korosztályos ifjúsági Európa-bajnoki bronzérmes, U12 és U18 korosztályos magyar bajnok |
| Papp Petra (1993)                           | magyar női nagymester (WGM), U16 korosztályos és felnőtt női magyar bajnok, U18 korosztályos Európa-bajnoki ezüstérmes, sakkolimpikon |
| Perényi Béla (1953–1988)                    | nemzetközi mester, posztumusz magyar nagymester, kétszeres magyar bajnok, magyar ifjúsági bajnok |
| Petrán Pál (1946)                           | nemzetközi mester, magyar bajnoki ezüst- és kétszeres bronzérmes, Bajnokcsapatok Európa Kupája kétszeres ezüstérmes |
| Pintér József (1953)                        | magyar nagymester, több mint 100-szoros válogatott, nyolcszoros sakkolimpikon, sakkolimpiai ezüstérmes, világ- és Európa-bajnoki ezüstérmes, BEK-győztes, kétszeres magyar bajnok, 20-szoros magyar csapatbajnok, U20 junior Európa-bajnoki ezüstérmes |
| Pogáts József (1928–2004)                   | magyar FIDE-mester, sakkcsapat-Európa-bajnokságon csapatban kétszeres bronz, egyéniben kétszeres ezüstérmes, sakkolimpikon, 33-szoros válogatott, sakkfeladványszerző, több sakkfeladvány-rekord tulajdonosa |
| Polgár István (1944)                        | magyar FIDE-mester, magyar bajnoki ezüstérmes, főiskolai világbajnokságon csapatban ezüst-, egyéniben aranyérmes, országos középiskolai bajnok |
| Polgár Zsuzsa (1969)                        | magyar-amerikai nagymester (GM), 1996 és 1999 között női sakkvilágbajnok, világbajnoki címet szerzett a klasszikus sakkjáték mellett rapidsakkban és villámsakkban is, csapatban kétszeres, egyéniben háromszoros olimpiai arany-, négyszeres ezüst- és egyszeres bronzérmes, az első nő volt, aki versenyen a férfiak között nagymesteri címet szerzett, a US Chess Hall of Fame tagja |
| Polgár Zsófia (1974)                        | magyar női nagymester (WGM), csapatban kétszeres sakkolimpiai bajnok és egyszeres ezüstérmes, egyéniben háromszoros arany- és egyszeres bronzérmes, U14 korosztályos világbajnok, a fiúk versenyén U20 junior világbajnoki ezüstérmes, rapidsakkban világbajnoki ezüstérmes és U20 junior világbajnok |
| Polgár Judit (1976)                         | magyar nagymester (GM), nyolcszoros sakkolimpikon a nyílt kategóriában, csapatban kétszeres, egyéniben háromszoros női sakkolimpiai aranyérmes, a nyílt kategóriában kétszeres olimpiai ezüst- és egyszeres egyéni bronzérmes, nyílt kategóriában egyéni Európa-bajnoki bronzérmes, sakkcsaat-Európa-bajnokságon kétszeres ezüstérmes, magyar szuperbajnok, U14 és U12 korosztályos ifjúsági világbajnok a fiúk között. Hét alkalommal kapta meg a női Sakk-Oscar-díjat, közte az évszázad női sakkozójának járó Oscart is. A sakktörténet legjobb női sakkozója, az egyetlen nő, aki átlépte a 2700 Élő-pontos szupernagymesteri határt. A női világranglistát 1989-től megszakítás nélkül vezette 2015 márciusáig. |
| Portisch Lajos (1937)                       | magyar nagymester, hétszeres világbajnokjelölt, húszszoros sakkolimpikon, csapatban olimpiai bajnok, emellett csapatban háromszoros, egyéniben kétszeres ezüst- és bronzérmes, csapatban sakkvilágbajnokságon ezüstérmes, sakkcsapat-Európa-bajnokságon csapatban háromszoros ezüst- és négyszeres bronzérmes, egyéniben kétszeres arany- kétszeres ezüst- és háromszoros bronzérmes, kilencszeres magyar bajnok, a Nemzet Sportolója |
| Porubszky Mária (1945)                      | magyar női nemzetközi mester, csapatban sakkolimpiai ezüst és bronzérmes, egyéni ezüstérmes, magyar bajnok, valamint ötszörös ezüst- és háromszoros bronzérmes |
| Prohászka Péter (1992)                      | magyar nagymester, U14 Európa-bajnok, U16 Európa-bajnoki bronzérmes, U16 sakkolimpián csapat és egyéni ezüstérmes, U18 Európa-bajnokságon csapatban és egyéniben is kétszeres aranyérmes, valamint csapatban ezüst- és bronzérmes, U20 ifjúsági magyar bajnok |
| Külföldiek:                                 | |
| Victor Palciauskas (1941)                   | Litvániában született amerikai levelezési nemzetközi nagymester, levelezési világbajnok |
| Oscar Panno (1935)                          | argentin nagymester, sakkolimpián csapatban ezüst- és kétszeres bronzérmes, egyéniben arany- és bronzérmes, csapatban és egyéniben is kétszeres pán-amerikai bajnok, junior világbajnok, Argentína háromszoros bajnoka |
| Peng Csao-csin (1968)                       | kínai születésű holland nagymester (GM), sakkolimpin csapatban háromszoros bronzérmes, egyéniben arany- és bronzérmes, Európa-bajnoki ezüstérmes, sakkcsapat-Európa-bajnokságon egyéniben kétszeres arany- és egyszeres bronzérmes, Kína háromszoros női bajnoka, Hollandia tizennégyszeres női bajnoka |
| Peng Hsziao-min (1973)                      | kínai nagymester, sakkcsapat-világbajnoksgon egyéni aranyérmes, Ázsia-bajnoki bronzérmes, Ázsia csapatbajnokságán csapatban ezüst-, egyéniben bronzérmes, Kína bajnoka |
| Tigran Petroszján (1929–1984)               | szovjet-örmény nagymester, 1963 és 1969 között a sakk világbajnoka, kilencszeres olimpiai bajnok, nyolcszoros Európa-bajnok, négyszeres szovjet bajnok, Grúzia bajnoka, Örményország bajnoka |
| Tigran L. Petroszján (1984)                 | örmény nagymester, kétszeres olimpiai bajnok, sakkcsapat-Európa-bajnokságon egyéni ezüstérmes, Örményország kétszeres bajnoka |
| Vladimirs Petrovs (1907–1943)               | lett-szovjet nagymester, sakkolimpián egyéni arany- és bronzérmes, Lettország háromszoros bajnoka |
| Helmut Pfleger (1943)                       | német nagyester, sakkolimpián csapatban bronz-, egyéniben arany- és bronzérmes, sakkcsapat Európa-bajnokságon egyéni ezüstérmes, főiskolai csapatvilágbajnokságon csapatban ezüst- és bronz-, egyéniben aranyérmes |
| François-André Danican Philidor (1726–1795) | francia sakkozó, akit kora legjobb sakkozójának tartottak, bár a világbajnoki cím akkor még nem létezett. Könyve, az Analyse du jeu des Échecs (1749) sakkelméleti alapmű maradt legalább egy évszázadig. |
| Harry Nelson Pillsbury (1872–1906)          | amerikai sakkozó, aki a világ egyik legjobb sakkjátékosa volt a 19. és a 20. század fordulóján. Az elsők között választották be a World Chess Hall of Fame tagjai közé. |
| Hermann Pilnik (1914–1981)                  | német-argentin nagymester, világbajnokjelölt, sakkolimpián csapatban háromszoros ezüst- és egyszeres bronz-, egyéniben egyszeres aranyérmes, aPán-amerikai bajnokság bronzérmese, Argentína háromszoros bajnoka |
| Vasja Pirc (1907–1980)                      | jugoszláv-szlovén nagymester, sakkolimpián csapatban arany- és kétszeres bronzérmes, egyéniben ezüstérmes, nemhivatalos sakkolimpia egyéni ezüstérmese, ötszörös jugoszláv bajnok |
| Isaías Pléci (1907–1979)                    | argentin nemzetközi mester, sakkolimpiai egyéni arany- és bronzérmes, kétszeres argentin bajnok |
| Ramésubábu Piraknyánanda (2005)             | indiai nagymester, világbajnokjelölt, csapatban olimpiai arany- és bronzérmes, egyéni bronzérmes, U8 és U10 korosztályos ifjúsági világbajnok |
| Natalja Pogonyina (1985)                    | orosz női nemzetközi nagymester (WGM), világbajnoki döntős, csapatban kétszeres, egyéniben egyszeres sakkolimpiai aranyérmes, kétszeres csapatvilágbajnoki ezüstérmes, csapatban Európa-bajnoki arany- és ezüstérmes, Oroszország női bajnoka, U16 és U18 korosztályos Európa-bajnok, U18 korosztályos világbajnoki bronzérmes |
| Elisabeta Polihroniade (1935–2016)          | román női nemzetközi nagymester (WGM), sakkolimpián csapatban négyszeres ezüst- és kétszeres bronz-, egyéniben kétszeres arany- és egyszeres ezüstérmes, hétszeres román bajnok |
| Lev Polugajevszkij (1934–1995)              | szovjet nagymester, csapatban hatszoros olimpiai aranyérmes, egyéniben háromszoros ezüst- és egyszeres bronzérmes, csapat-világbajnokságon csapatban és egyéniben aranyérmes, csapatban hatszoros Európa-bajnok, egyéniben háromszoros arany- és egyszeres ezüstérmes, csapatban kétszeres, egyéniben egyszeres főiskolai világbajnok, a Szovjetunió kétszeres bajnoka |
| Ruszlan Ponomarjov (1983)                   | orosz nemzetiségű ukrán nagymester, FIDE-világbajnok, kétszeres sakkolimpiai bajnok, U12 és U18 korosztályos ifjúsági világbajnok, U12 és U18 korosztályos sakk-Európa-bajnok, Ukrajna sakkbajnoka |
| Joseph Porath (Heinz Foerder) (1909–1996)   | német-izraeli nemzetközi mester, sakkolimpiai egyéni aranyérmes, Izrael hatszoros bajnoka |
| Szvetlana Prudnyikova (1967)                | orosz-szerb női nemzetközi nagymester (WGM), kétszeres egyéni olimpiai aranyérmes, csapatban bronzérmes, sakkcsapat-Európa-bajnokságon egyéni ezüstérmes, Oroszország kétszeres bajnoka, Szerbia kétszeres bajnoka, kétszeres junior világbajnoki ezüstérmes |
| Dawid Przepiórka (1880–1940)                | lengyel sakkmester, sakkolimpiai arany- és ezüstérmes, a világbajnoki kihívó torna ezüstérmese, Lengyelország bajnoka |
| Pu Hsziang-cse (1985)                       | kínai nagymester, csapatban olimpiai és világbajnoki aranyérmes, Kína bajnoka, főiskolai világbajnok, ifjúsági világbajnok, villámsakk világbajnok |
| Stojan Puc (1921–2004)                      | jugoszláv-szlovén nemzetközi mester, tiszteletbeli nagymester, olimpiai bajnok, munkás sakkolimpián csapatban ezüst-, egyéniben aranyérmes, négyszeres szlovén bajnok |

### Q
| Név                                              | Nevezetesség |
| ------------------------------------------------ | --- |
| Magyarok                                         | |
| Külföldiek:                                      | |
| Rustam Qosimjonov (Rusztam Kaszimdzsanov) (1979) | üzbég nagymester, a FIDE világbajnoka, Ázsia bajnoka, sakkolimpiai egyéni bronzérmes, rapidsakkban az Ázsia-játékok győztese, junior sakkvilágbajnoki ezüstérmes             |
| Yuniesky Quezada (Yuniesky Quezada Pérez) (1984) | kubai nagymester, sakkcsapat világbajnokságon egyéni aranyérmes, pán-amerikai bajnokságon csapatban kétszeres ezüst-, egyéniben arany- és ezüstérmes, kétszeres kubai bajnok |

### R
- Rapport Richárd (1996)
- Réthy Pál(wd) (1905–1962)
- Réti Richárd (1889–1929)
- Ribli Zoltán (1951)
- Rigó János (1948)
- Ruck Róbert (1977)
- Rudolf Anna (1987)

Külföldiek:
- Braslav Rabar(wd) (1919–1973)
- Tejmur Radzsabov (1987)
- Ramésubábu Vaisáli(wd) (2001) indiai nagymester, női olimpiai bajnok, U12 és U14 korosztályos ifjúsági világbajnok
- Yrjö Rantanen(wd) (1950)
- Heinrich Reinhardt(wd) (1903–1990)
- Ludwig Rellstab(wd) (1904–1983)
- Samuel Reshevsky(wd) (1911–1992)
- Karl Robatsch(wd) (1929–2000)
- Ray Robson(wd) (1994)
- Oleg Romanyisin(wd) (1952)
- Céline Roos(wd) (1953)
- Héctor Rossetto(wd) (1922–2009)
- Ludwig Rödl(wd) (1907–1970)
- Olga Rubcova (1909–1994)
- Akiba Rubinstein (1980–1961)
- Szergej Rubljovszkij(wd) (1974)
- Ljudmila Rudenko (1904–1986)

### S
- Sándor Béla (1919–1978)
- Sax Gyula (1951–2014)
- Schneider Attila (1955–2003)
- Schneider Veronika (1987)
- Schweiger József (1892–?)
- Sebestyén Béla (1908–1979)
- Seres Lajos (1973)
- Sinka Brigitta (1928)
- Steiner Endre (1901–1944)
- Steiner Lajos (1903–1975)
- Sterk Károly (1881–1946)

Külföldiek:
- Matthew Sadler(wd) (1974)
- Leonyid Samkovics(wd) (1923–2005)
- Raúl Sanguineti(wd) (1933–2000)
- Carl Schlechter (1874–1918)
- Nikola Sedlak(wd) (1983)
- Ruy López de Segura(wd) (kb. 1530– kb. 1580)
- Yasser Seirawan(wd) (1960)
- Sen Jang (1989)
- Samuel Shankland(wd) (1991)
- Nigel Short (1965)
- Jackson Showalter(wd) (1859–1935)
- Albert Simonson(wd) (1914–1965)
- Aleksejs Širovs (1972)
- Karel Skalička(wd) (1896–1979)
- Wesley So (1993)
- Monika Soćko (1978)
- Andrew Soltis(wd) (1947)
- Jon Speelman(wd) (1956)
- Kevin Spraggett(wd) (1954)
- Gideon Ståhlberg(wd) (1908–1967)
- Howard Staunton (1810–1874)
- Michael Stean(wd) (1953)
- Leonyid Stejn(wd) (1934–1973)
- Herman Steiner (1905–1955)
- Wilhelm Steinitz (1836–1900)
- Paul van der Sterren(wd) (1956)
- Gösta Stoltz(wd) (1904–1963)
- Emil Sutovsky(wd) (1977)

### Sz
- Szabó Krisztián (1989)
- Szabó László (1917–1998)
- Székely Jenő (1886–1946)
- Székely Péter (1955–2003)
- Szén József (1805–1857)
- Szilágyi György (1921–1992)
- Szily József(wd) (1913–1976)
- Sziva Erika (1967)[4]
- Szőnyi Kata (1979)

Külföldiek:
- Tánija Szacsdév(wd) (1986) indiai női nagymester (WGM), nemzetközi mester (IM), olimpiai arany- és bronzérmes, kétszeres egyéni bronzérmes; Ázsia bajnoka, India kétszeres bajnoka
- Konsztantyin Szakajev(wd) (1974)
- Valerij Szalov(wd) (1964)
- Gabriel Szargiszjan(wd) (1983)
- Vlagyimir Szavon(wd) (1940–2000)
- Jelena Szedina(wd) (1968)
- Ligyija Szemjonova(wd) (1951)
- Ilja Szmirin(wd) (1968)
- Vaszilij Szmiszlov (1921–2010)
- Andrej Szokolov(wd) (1963)
- Gennagyij Szoszonko(wd) (1943)
- Borisz Szpasszkij (1937–2025)
- Antoaneta Sztefanova (1979)
- Peter Szvidler (1976)

### T
- Takács Sándor (1893–1932)
- Terbe Julianna (1997)
- Tipary Lajos(wd) (1911–1973)
- Tolnai Tibor (1964)
- Tompa János(wd) (1947)
- Tóth Béla(wd) (1943)
- Tóth Lili (1986)

Külföldiek:
- Mark Tajmanov(wd) (1926)
- Mihails Tāls (1936–1992)
- Tan Csung-ji (1991)
- James Tarjan(wd) (1952)
- Siegbert Tarrasch (1862–1934)
- Ksawery Tartakower(wd) (Savielly Tartakower) (1887–1956)
- Karl Þorsteins(pl) (Karl Thorsteins) (1964)
- Bjørn Tiller(wd) (1959)
- Jan Timman (1951)
- Hendrika Timmer(wd) (Ria Timmer) (1926–1994)
- Ting Li-zsen (1992)
- Vlagyiszlav Tkacsov(wd) (1973)
- Jevgenyij Tomasevszkij(wd) (1987)
- Veszelin Topalov (1975)
- Eugenio Torre(wd) (1951)
- Petar Trifunović(wd) (1910–1980)
- Georgi Tringov(wd) (1937–2000)
- Tüdeviin Üitümen(wd) (1939)

### Ty
Külföldiek:
- Szergej Tyivjakov(wd) (1973)

### U
Külföldiek:
- Anna Usenyina (1985)
- Wolfgang Uhlmann(wd) (1935–2020)
- Wolfgang Unzicker(wd) (1925–2006)

### V
- Vadász László (1948–2005)
- Vajda Árpád (1896–1967)
- Vajda Szidónia (1979)
- Varga Zoltán (1970)
- Velvárt Péterné (Csatári Mariann) (1965)
- Verőci Zsuzsa (1949)

Külföldiek:
- Rafael Vaganjan(wd) (1951)
- Vang Csen (1993)
- Vang Hao (1989)
- Vang Jüe(wd) (1987)
- Vang Lej(wd) (1975)
- Vang Pin(wd) (1974)
- Vej Ji(wd) (1999)
- Milan Vidmar (1885–1962)
- José Villarreal(ru) (1956)
- Nyikita Vityugov(wd) (1987)
- Andrij Volokityin(wd) (1986)
- Alekszej Vüzsmanavin(wd) (1960–2000)

### W
- Weiss Miksa (1857–1927)

Külföldiek:
- Wolfgang Weil(wd) (1912–1944/45)
- Loek van Wely(wd) (1972)

### Y
Külföldiek:
- Alex Yermolinsky(wd) (1958)

### Z
- Zimmersmann Rita (1969)[5]
- Zinner Sándor (1900–1932)

Külföldiek:
- Ganna Zatonszkih(wd) (Anna Zatonskyh) (1978)
- Tatjana Zatulovszkaja(wd) (1935–2017)
- Natalija Zdebszka(wd) (1986)
- František Zíta(wd) (1909–1977)
- Johannes Zukertort (1842–1888)
- Vagyim Zvjagincev(wd) (1976)
- Kira Zvorikina (1919–2014)
- Zsuan Lu-fej (1987)

### Zs
Külföldiek:
- Natalija Zsukova(wd) (1979)